# Candidus van Maastricht
Candidus (van Maastricht) of Sint-Candidus is een christelijke heilige uit de vierde of vijfde. Hij bestuurde het bisdom Maastricht tijdens de sedisvacatie na de dood van Sint-Servaas. Zijn feestdag is op 7 juni.

## Leven en legende
Candidus zou in de vierde eeuw bisschop van Maastricht zijn geweest, hoewel hij officieel niet die titel voerde. Hij bestuurde het bisdom Tongeren-Maastricht enige tijd na de dood van Sint-Servaas, totdat Agricolaus die taak overnam. Mogelijk was hij tevens bisschop van een ander bisdom. Over het leven van Candidus is verder niets bekend. Hij wordt in de tiende-eeuwse bisschoppenlijst van Heriger van Lobbes niet genoemd. Sommige auteurs zijn van mening dat hij identiek is met de Karolingische geleerde Candidus van Fulda (ook Witto of Wizzo). Zijn feestdag, 7 juni, valt samen met die van Valentinus van Tongeren, de voorganger van Sint-Servaas.

## Nalatenschap
In de Sint-Servaaskerk in Maastricht wordt hij zeker vanaf 1039 vereerd. In 1479 werd een altaar in deze kerk aan hem gewijd, alsmede aan Sint-Amandus en Sint-Christoffel. Zijn relieken bevonden zich oorspronkelijk in een stenen sarcofaag, waarin ook relieken van andere bisschoppen van Tongeren-Maastricht werden bewaard. Ze werden waarschijnlijk in de twaalfde eeuw overgebracht naar de Noodkist. In de zeventiende eeuw (of eerder) werden ze in een aparte reliekhouder geplaatst die, samen met de Noodkist en drie andere reliekgevels, op een altaar in het koor van de kerk stond opgesteld. Sinds eind negentiende eeuw bevinden de vier twaalfde-eeuwse reliekgevels zich in de Koninklijke Musea voor Kunst en Geschiedenis in Brussel. De Sint-Servaasbasiliek bezit twee kopieën van de serie, waarvan er één bij de Noodkist wordt geëxposeerd en de andere serie is verwerkt in een neoromaans schrijn.

## Iconografie
De laatantieke 'Sarcofaag van de Heilige Bisschoppen van Maastricht' in de vieringscrypte van de Sint-Servaasbasiliek is waarschijnlijk in de zeventiende eeuw op primitieve wijze beschilderd met afbeeldingen van de vier bisschoppen, waarvan de sarcofaag relieken bevatte. Volgens de banderol op het schuine deel van het deksel staat Sint-Candidus helemaal links. Hier draagt hij echter mijter en staf; het boek en de palmtak ontbreken.
Candidus wordt op de Brusselse reliekgevel afgebeeld als heilige met een nimbus, gekleed in een lang gewaad en pluviale, zittend op een bankje met een boek en een palmtak, echter zonder mijter en bisschopsstaf. De palmtak is bij heiligenattributen meestal voorbehouden aan martelaren of pelgrims naar het Heilige Land, maar daarvan is bij Candidus geen sprake. Mogelijk is deze ontleend aan de iconografie van een andere Candidus, Candidus van Agaunum. Volgens de Duitse kunsthistorica Renate Kroos is de palmtak echter een algemeen symbool bij heiligen, belijders en rechtvaardigen.

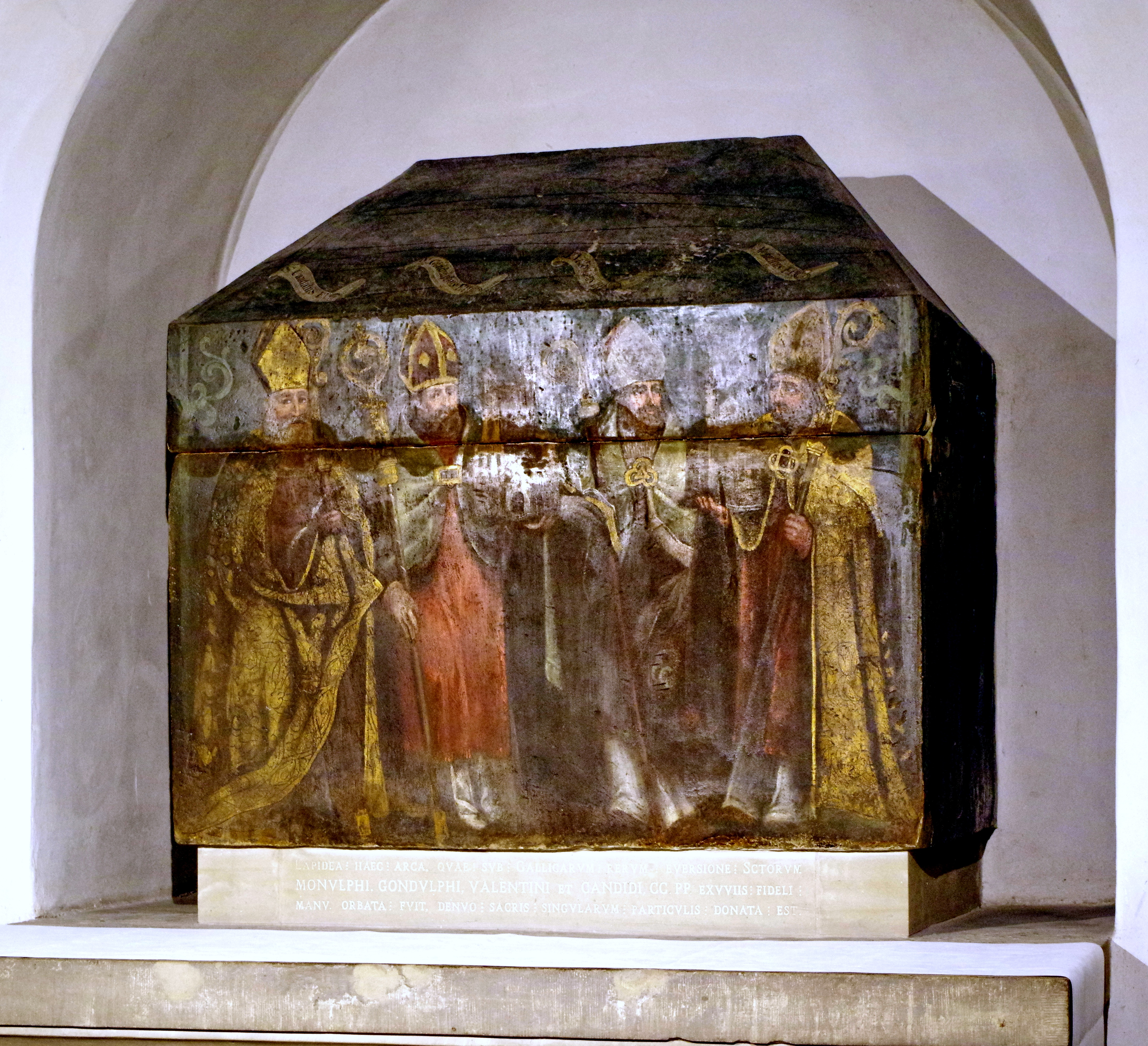
Stenen sarcofaag, Maastricht. Uiterst links Candidus
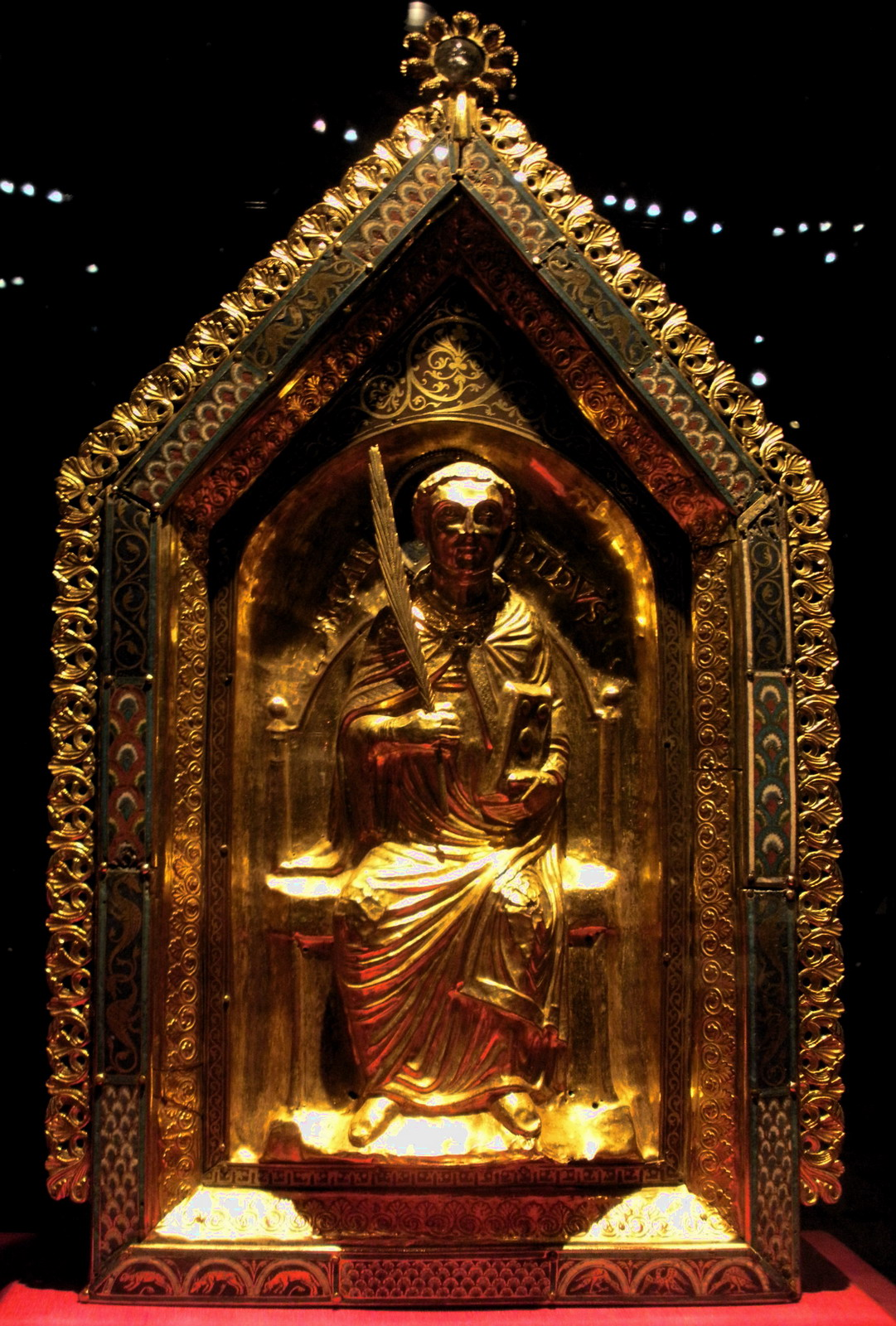
12e-eeuwse reliekgevel van Candidus, Brussel
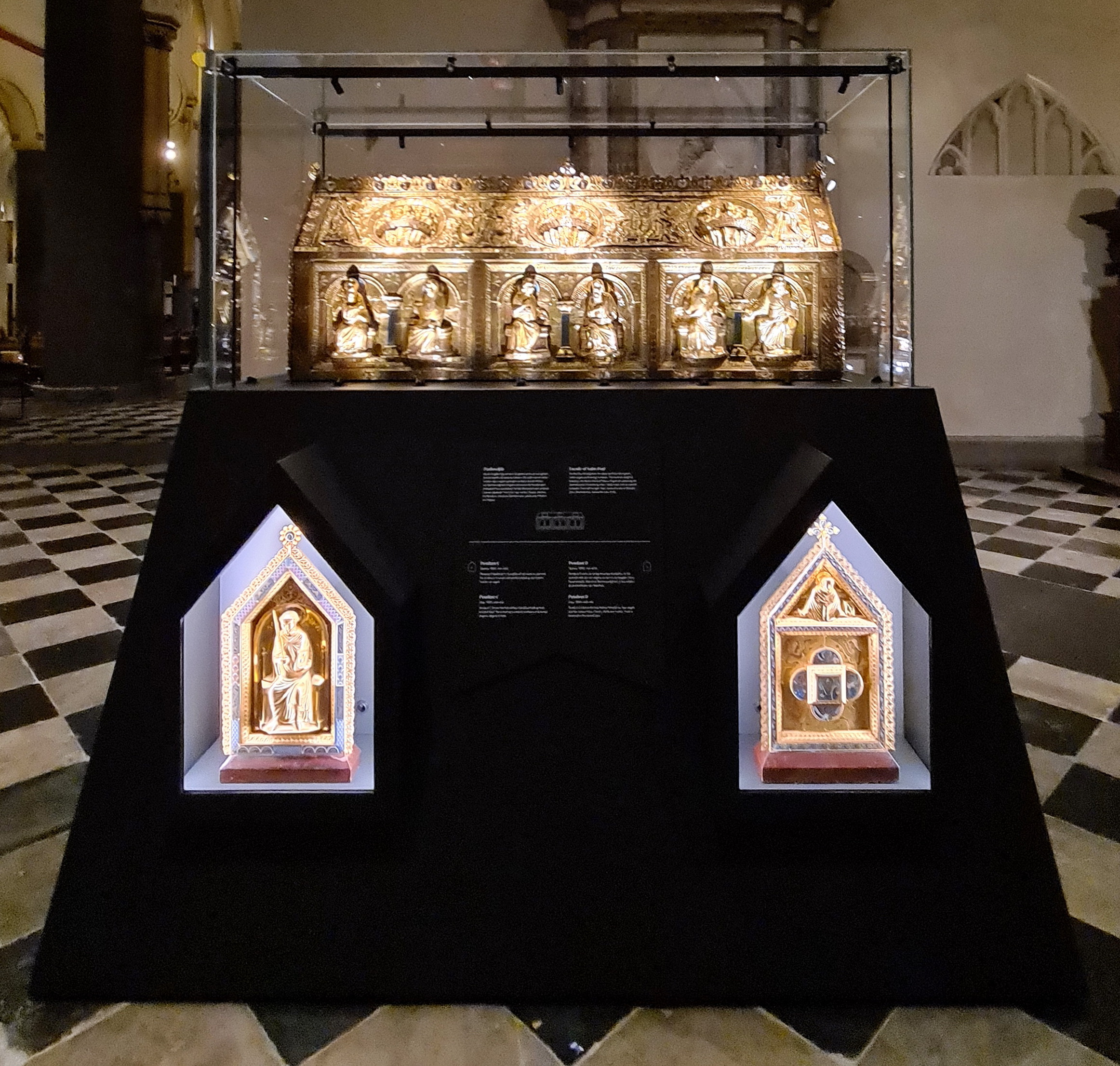
Kopie bij Noodkist in Maastricht (linksonder)
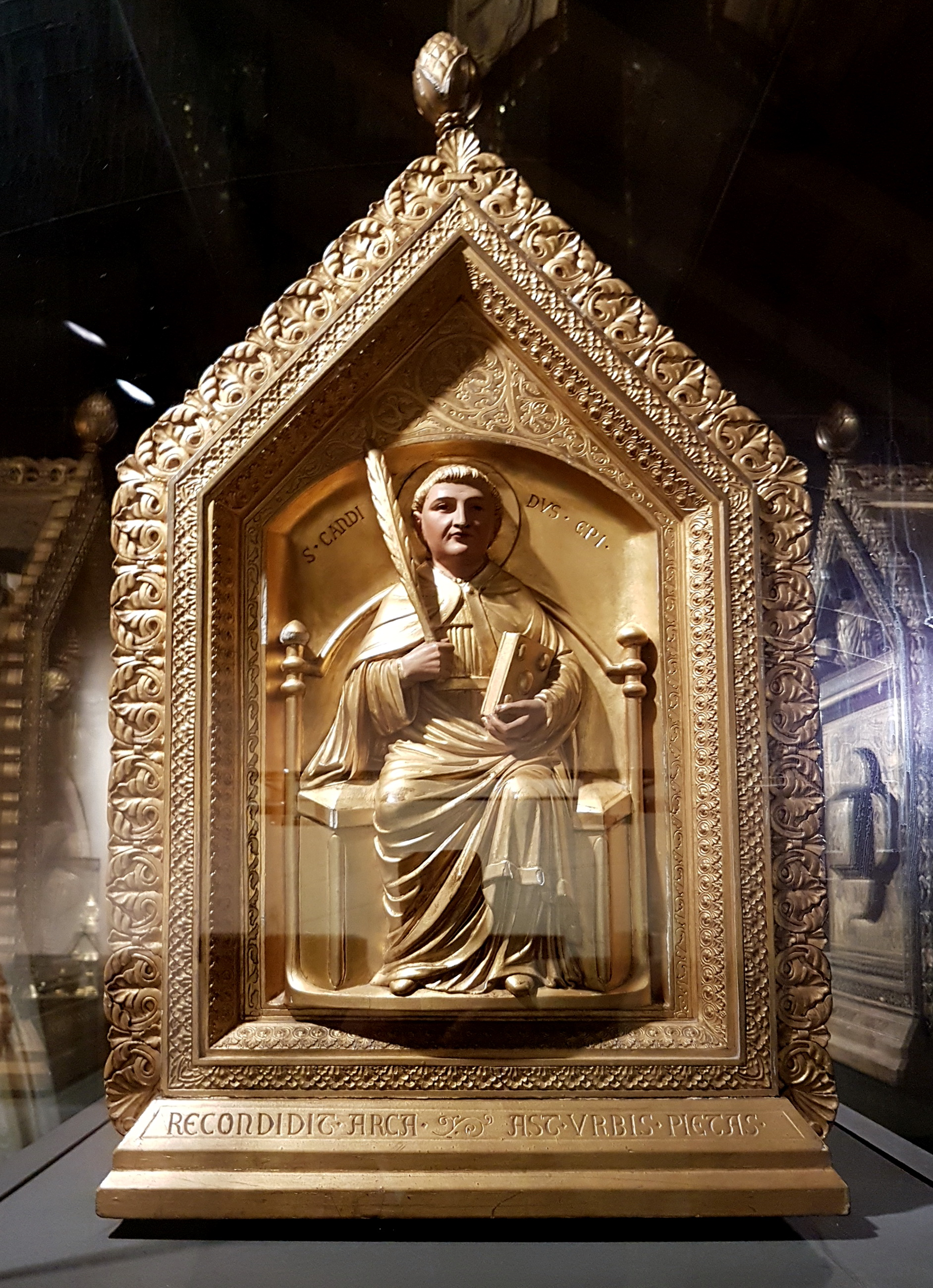
Kopgevel neoromaans reliekschrijn, Maastricht